# Joachim Leśniewicz
Joachim Leśniewicz herbu Półkozic (ur. 1793 w Krasiłowie pod Kamieńcem Podolskim, zm. 27 kwietnia 1852 w Woroneżu) – kapitan wojska polskiego, spiskowiec, działacz niepodległościowy, powstaniec listopadowy, sybirak.

## Biografia
Jedyny syn Józefa i Tekli z Dunin-Kozickich, właścicieli dóbr Teremkowce, Jurkowce i Bereżanka na Podolu. Wnuk komornika granicznego podolskiego Józefa Leśniewicza z Wielkiej Mukszy i jego drugiej żony, podczaszanki inflanckiej Joanny z Szyrynów.
W 1817 rozpoczął służbę w armii Królestwa Polskiego jako oficer kwatermistrzostwa generalnego. W 1819 związał się z Wolnomularstwem Narodowym Waleriana Łukasińskiego.  Zmuszony do dymisji z wojska polskiego w stopniu porucznika (12.10.1821). Po wystąpieniu z wojska powrócił do rodzinnego majątku na Podole, zostając sędzią powiatu kamienieckiego. W 1828 uczestniczył w wojnie rosyjsko-tureckiej.
W czasie powstania listopadowego należał do tzw. junty przygotowującej powstanie na Podolu i był odpowiedzialny za organizację funduszów. 19 lutego 1831 r. zawiązano tajne Towarzystwo Patriotyczne Podolskie, na czele którego stanęła siedmioosobowa Rada Centralna (tzw. Junta). Jednocześnie Joachim Leśniewicz został wybrany w skład Rady Centralnej. Po bitwach pod Daszowem i Majdankiem przedostał się przez Galicję do Królestwa Polskiego. Służył w kwatermistrzostwie. Awansował na kapitana, a 15 września 1831 roku został odznaczony złotym krzyżem Virtuti Militari (nr 2463).  Wraz z bratem stryjecznym, Tytusem Leśniewiczem z Wielkiej Mukszy, wybitnie zasłużył się w obronie Zamościa. Po upadku twierdzy (23 października 1831) powrócił do majątku rodzinnego na Podole, korzystając z gwarancji nietykalności udzielonej obrońcom Zamościa.
W 1835 rozpoczął działalność w założonym przez Gaspra Maszkowskiego i Leonarda Łepkowskiego tajnym Towarzystwie Filodemicznym. Uczestniczył w naradzie, na mocy postanowień której Towarzystwo przystąpiło do zorganizowanego przez Szymona Konarskiego Stowarzyszenia Ludu Polskiego. W kwietniu 1838 wraz Ludwikiem Januszewskiem został  wybrany przez spiskowców podolskich  na reprezentanta Podola na zjazd Stowarzyszenia w Berdyczowie (3 czerwca 1838).
Po dekonspiracji spisku został aresztowany, osadzony w twierdzy kijowskiej. W procesie kijowskim skazany na 15 lat katorgi i konfiskatę majątku (skonfiskowano Teremkowce i Jurkowce). Zesłany na Syberię do Tobolska; 7 kwietnia 1839 r. został przeniesiony do Irkucka. Początkowo mieszkał w domu wybudowanym przez dekabrystę ks. Aleksandra Odojewskiego. W Irkucku najpierw pracował w fabryczce, potem pozwolono mu na osiedlenie w mieście.
W 1847 r. przewieziono go do Woroneża, gdzie zmarł 27 kwietnia 1852 r.
16 marca 1883 r. zwłoki Joachima Leśniewicza ekshumowano i przewieziono do Zbrzyzia pod Kamieńcem Podolskim.
Joachim Leśniewicz pozostawił po sobie obszerny rękopis pamiętników, których późniejszy los nie jest znany.
Joachim Leśniewicz był żonaty z Ludwiką z domu Glinka, która dobrowolnie towarzyszyła mu w zesłaniu na Syberię. Miał córkę Zofię, żonę Aleksandra Dymitrowicza, i syna Aleksandra, ożenionego z Przygodzką.